# La Voisine de Malec
Pour les articles homonymes, voir Voisin.
Pour plus de détails, voir Fiche technique et Distribution.
La Voisine de Malec ou Voisin voisine (Neighbors) est un court métrage de Buster Keaton et Edward F. Cline créé en 1920.

## Synopsis
Dans un dialogue écrit, un jeune homme enfile un petit papier dans le trou d'une haute palissade en bois, il y déclare sa flamme à sa voisine. Mais le manège tourne court à l'arrivée de leurs parents respectifs. La romance ne semble pas rencontrer d'écho positif de chaque côté de la barrière. En effet, les deux familles se livrent une guerre de voisinage rendant impossible tout rapprochement amoureux. Mais les obstacles ne rebutent pas le jeune homme qui multiplie les stratagèmes acrobatiques pour parvenir à ses fins. Finalement réunies au tribunal, les deux familles adverses sont sommées de laisser leurs enfants se marier. Le mariage s'organise donc dans une ambiance tendue mais l'union n'est pas menée à terme; le père de la mariée ramène sa fille dans sa maison. Dans une ultime prouesse
acrobatique, le jeune et frêle Roméo reprend sa Juliette et l'épouse devant le juge sur un tas de charbon…

## Fiche technique
- Titre français : La Voisine de Malec
- Titre alternatif français : Voisin Voisine
- Titre original : Neighbors
- Titres alternatifs américains : The Neighbors ; Mailbox ; Backyard
- Réalisation : Buster Keaton et Edward F. Cline
- Scénario : Buster Keaton et Edward F. Cline
- Photographie : Elgin Lessley
- Direction technique : Fred Gabourie
- Producteur : Joseph M. Schenck
- Société de production : Comique Film Corporation
- Distribution : Metro Pictures Corporation
- Pays de production : américain
- Format : Noir et blanc - 1,37:1 - Format 35 mm
- Langue : film muet intertitres anglais
- Genre : Comédie
- Durée : deux bobines
- Date de sortie :
  - États-Unis : 22 décembre 1920

## Distribution
- Buster Keaton : Le jeune homme (Malec pour les copies françaises de l'époque)
- Virginia Fox : la jeune fille
- Joe Roberts : le père de la jeune fille
- Joe Keaton : le père du jeune homme
- Edward F. Cline : le policier
- James Duffy : le juge

## Autour du film
- On notera dans la distribution la présence des deux réalisateurs ainsi que le père de Keaton qui interprète… le père du héros.